# Levan Varsjalomidze
Levan Varsjalomidze (georgiska: ლევან ვარშალომიძე), född 17 januari 1972 i Batumi, är en georgisk politiker som varit ordförande i den autonoma republiken Adzjariens regering. Han blev ordförande när den förre ordföranden Aslan Abasjidze blev utestängd i maj 2004. Varsjalomidze är son till Georgiens nationella oljekompanis generaldirektör Guram Varsjalomidze som även var generaldirektör i Adzjariens högsta råd i mitten av 1990-talet.